# Капајени
Капајени су изумрли староседелачки народ који је насељавао северозападну Аргентину и север региона Кујо.

## Географија
Насељавали су провинције Риоха, Катамарка и Сан Хуан. Настањивали су плодне долине Фаматине, Санагасте, Гуандаколе и Јаћала. Суседи су им били, на северном делу Дијагите, а у јужном делу Варпе.

## Етимологија
Име овог народа Kapak ñan у преводу значи велики пут, зато се доводи у везу са такозваним „Путем Инка”. Капајени су имали многе заједничке културне карактеристике (на пример употреба језика какан) као Дијагите, Калћакуи и Олонгасте.

## Језик
Делили су са Дијагитама или Пазиоцима језик Какан.

## Биографија
Капајени су познавали технологију ткања и прели су вуну гванакоа и лама. Такође су познавали металургију бакра и злата. Изградили су канале и канале за наводњавање како би наводњавали своје пољопривредно земљиште. Узгајали су кукуруз, кромпир и киноа. Широко су користили керамику, првенствено у производњи погребних урни, геометријски украшене бојама црне, црвене и беле.
Њихове куће су биле од блата и ћерпича и понекад су биле изграђене у подножју великог дрвета које се користило као кров. Ова технологија изградње, и даље постоји у Риоханској области Винчини.

## Нестајање Капајена
- Око 1480. године, Инке су извршиле инвазију на земље Дијагита и Капајена, и укључиле њихове територије у Инка царство .
- Од 1607. шпанско освајање резултирало је њиховом распршивањем и каснијим изумирањем крајем 18. века.
- Капајени су учествовали у устанку 1632. године заједно са Олонгастама и Дијагитама.